# Horncastle
Horncastle är en köpstad och civil parish i distriktet East Lindsey i Lincolnshire, England. Staden har cirka 6 200 invånare.
Romarna uppförde på 200-talet ett fort på platsen. Det finns lämningar av en mur från romartiden. År 1231 fick staden sina privilegier som köpstad.